# Willem Hendrik Jordaan
Willem Hendrik Jordaan (Haaksbergen, 3 oktober 1828 - aldaar, 10 april 1902) was een Nederlands textielondernemer uit Twente.

## Leven en werk
Jordaan werd in 1828 in het huis Het Witte Paard te Haaksbergen geboren als zoon van de fabrikant Derk Jordaan en van Berendina Wessels. Hij was het achtste kind van de twaalf kinderen in dit gezin. Zijn vader was de oprichter van D. Jordaan en Zonen Textielfabrieken. Rond 1850 trad hij toe tot het bedrijf van zijn vader. Dit bedrijf was in die tijd al de grootste werkgever van Haaksbergen. Jordaan trad in de voetsporen van zijn vader en bracht het bedrijf in de 19e eeuw tot bloei, waardoor ook hij de belangrijkste werkgever van Haaksbergen werd. Als werkgever voerde D. Jordaan & Zonen een voor die tijd sociaal beleid. Kinderen beneden de twaalf jaar werden niet in het bedrijf toegelaten, hij zorgde voor scholing van jonge werknemers en richtte een ziekenkas (later ziekenfonds) op. Ook ontplooide hij in zijn woonplaats diverse maatschappelijke activiteiten. Zo spande hij zich in voor de komst van een spoorverbinding tussen Winterswijk en Enschede met een station in Haaksbergen. Op zijn initiatief werd in Haaksbergen het eerste harmonieorkest opgericht. Van 1872 tot 1888 was hij (president)-kerkvoogd van de hervormde kerk van Haaksbergen. Van 1880 tot 1892 was hij commandant van de brandweer van Haaksbergen en zorgde in die functie voor een betere toerusting van de plaatselijke brandweer. Toen hij in 1902 ongehuwd en kinderloos overleed, liet hij de bewoners van Haaksbergen als recreatiemogelijkheid het volkspark Groot Scholtenhagen na. Een ander deel van zijn bezittingen, het landgoed Nieuwkerken, schonk hij aan de hervormde kerk van Haaksbergen.